# Elżbieta Jagielska

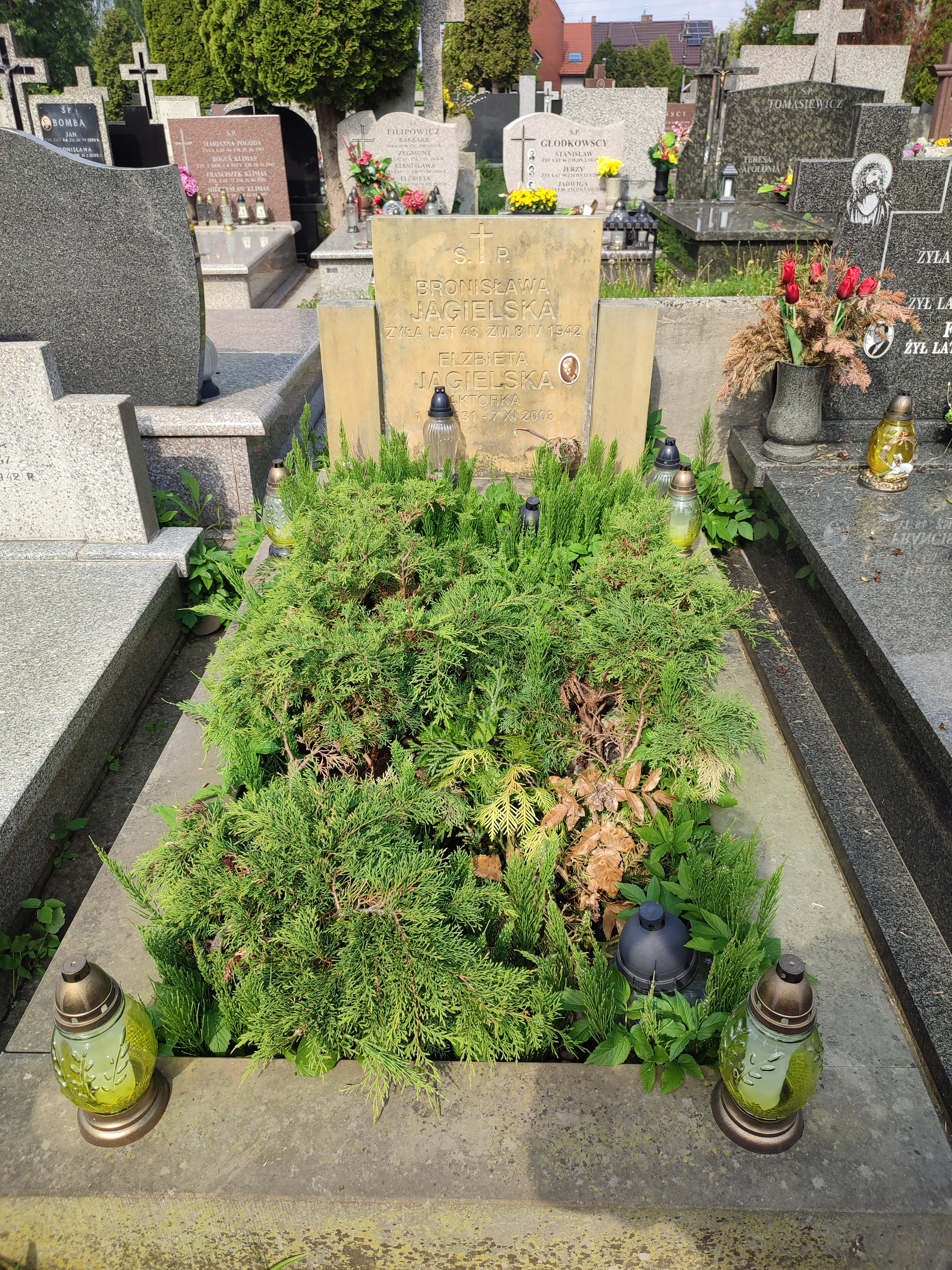
Grób Elżbiety Jagielskiej na Cmentarzu w Gołąbkach w Warszawie

Elżbieta Jagielska (ur. 1 czerwca 1931 w Wolbromiu, zm. 7 listopada 2003 w Warszawie) – polska aktorka teatralna i filmowa.

## Życiorys
W latach 1955–1957 występowała w Teatrze Zagłębia w Sosnowcu, w latach 1957–1963 w Teatrze Ziemi Mazowieckiej w Warszawie. W latach 1963–1966 i 1969–1971 była aktorką Teatru im. Juliusza Osterwy w Lublinie, w latach 1966–1967 Teatru Dolnośląskiego w Jeleniej Górze, w latach 1967–1969 była aktorką Teatru im. Wojciecha Bogusławskiego w Kaliszu, następnie w latach 1971–1989 występowała w Teatrze Polskim w Warszawie.
Zmarła 7 listopada 2003 w Warszawie, została pochowana na cmentarzu w Gołąbkach w Warszawie.

## Filmografia
- 1967: Sami swoi – sprzedawczyni lisów na targu
- 1980–2000: Dom (odc. 6 i 24)
- 1983: Wedle wyroków twoich...
- 1983: Alternatywy 4 – Majewska
- 1985: Greta
- 1986: Zmiennicy – pani Wiesia, kasjerka w banku (odc. 7)
- 1987: Rzeka kłamstwa – kobieta w Cytadeli (odc. 6)
- 1988–1990: W labiryncie
- 1988: Skrzypce Rotszylda
- 1989: Modrzejewska – kobieta na kweście (odc. 4)
- 1989: Galimatias, czyli kogel-mogel II – wiejska kobieta
- 1990: Mów mi Rockefeller – nauczycielka
- 1991: Gumisie – jedno z drzew z Lasu Fagowego (głos, odc. 25; polski dubbing)
- 1992: Czy ktoś mnie kocha w tym domu? – garderobiana
- 1994: Bank nie z tej ziemi – Pandora (odc. 12 i 13)
- 2000: Wielkie rzeczy – robotnica w kolejce po staniki (cz. 2)
- 2000–2003: Plebania – Komorska
- 2001: Wtorek – staruszka z kółka różańcowego
- 2003–2011: Na Wspólnej – kobieta na cmentarzu
- 2003: Kasia i Tomek –
  - pani Parys, pensjonariuszka domu opieki (głos, odc. 40),
  - starsza pani w salonie bingo (głos, odc. 77)